# Barbe-Noire le pirate
Pour les articles homonymes, voir Barbe Noire (homonymie).
Pour plus de détails, voir Fiche technique et Distribution.
Barbe-Noire le pirate (Blackbeard the Pirate) est un film américain de Raoul Walsh sorti en 1952.

## Synopsis
Au XVIIe siècle, la mer des Caraïbes est infestée de pirates. Sir Henry Morgan, pirate repenti, a reçu pour mission du roi d'Angleterre de nettoyer la région des pirates. Il poursuit le célèbre et cruel Barbe-Noire qui écume les mers. Edward Mainard, aventurier, est chargé par le gouverneur de la Jamaïque de démasquer Morgan, soupçonné d'être toujours de mèche avec les pirates et de vouloir s'emparer de l'île de la Jamaïque.
Maynard se retrouve sur le navire de Barbe-Noire, employé comme médecin, pour voler le livre de bord qui prouverait la culpabilité de Morgan. Sur le bateau se trouve également la ravissante fille adoptive de Morgan, Edwina Mansfield, kidnappée par Barbe-Noire alors qu'elle fuyait Port Royal. Edwina se trouve en possession des joyaux du trésor de Morgan qu'elle lui a dérobée. Sa suivante trop bavarde le révèle à Barbe-Noire qui s'empare du trésor. Le cachant à son équipage, il l'enterre dans une île à l'insu de tous. Mais Barbe-Noire et son équipage, installés à terre, sont rattrapés par Morgan et ses hommes.
Après un rude combat, le pirate arrive à s'échapper en laissant sur place un cadavre qui se trouve être son sosie. Morgan, coupant la tête du cadavre, l'expose sur la place de Port-Royal croyant qu’il s'agit de celle de Barbe-Noire. L'exploit lui vaut d'être nommé gouverneur de la Jamaïque. Edwina et Edward voulant échapper à Morgan tombent dans les griffes de Barbe-Noire. Morgan apprend que son ennemi n'est pas mort, il reforme alors son équipage pour poursuivre la troupe. Très vite il rejoint le navire de Barbe-Noire et un nouveau combat est engagé qui tourne au désavantage du pirate. Barbe-Noire se sert alors d'Edwina comme otage et ordonne à Morgan d'abandonner les hostilités et de repartir.
Par la suite, voulant récupérer le trésor, Barbe-Noire retourne sur l'île, il le déterre et le charge dans une chaloupe mais il est surpris par ses hommes et une bagarre s'ensuit. Le trésor, dans le combat, tombe à l'eau et est perdu pour tous. Ses hommes, furieux, décident de punir Barbe-Noire et l'enterrent dans le sable ne laissant dépasser que sa tête qui sera bientôt submergée par la marée. Mayard et Edwina, amoureux, réussissent de nouveau à s'enfuir, loin de cet horrible spectacle.

## Fiche technique
- Titre original : Blackbeard the Pirate[1]
- Titre français : Barbe-Noire le pirate
- Réalisateur : Raoul Walsh
- Scénario : Alan Le May d'après une histoire de DeVallon Scott
- Direction artistique : Albert S. D'Agostino et Jack Okey
- Décors : Darrell Silvera et John Sturtevant
- Costumes : Michael Woulfe
- Photographie : William E. Snyder[2]
- Montage : Ralph Dawson
- Musique : Victor Young[3]
- Producteur : Edmund Grainger
- Société de production : RKO Radio Pictures
- Société de distribution : RKO Radio Pictures
- Pays de production :  États-Unis
- Langue : anglais
- Format : couleur (Technicolor) - 35 mm - 1,37:1 - Son mono (RCA Sound System)
- Genre : Film d'aventure maritime
- Durée: 99 minutes
- Dates de sortie :  
  - États-Unis : 24 décembre 1952 (première à Los Angeles)
  - France : 30 septembre 1953

## Distribution
- Robert Newton (VF : Jean Brochard) : Barbe-Noire[4]
- Linda Darnell (VF : Claire Guibert) : Edwina Mansfield
- Keith Andes (VF : Jean Amadou) : Edward Maynard
- William Bendix (VF : Pierre Michau) : Ben Worley
- Torin Thatcher (VF : Jacques Beauchey) : sir Henry Morgan
- Irene Ryan (VF : Lita Recio) : Alvina
- Alan Mowbray (VF : Raymond Destac) : Noll
- Richard Egan (VF : Claude Bertrand) : Briggs
- Skelton Knaggs (VF : Jean Berton) : Gilly
- Dick Wessel (VF : Pierre Morin) : Dutchman
- Anthony Caruso (VF : Jean-Henri Chambois) : Pierre La Garde
- Jack Lambert : Tom Whetstone
- Noel Drayton (VF : Gérard Férat) : Jeremy
- Pat Flaherty : Job Maggot

## Autour du film
- À l'origine le film devait être tourné par Val Lewton avec dans le rôle-titre Boris Karloff, mais Val Lewton meurt en 1951 et la réalisation est confiée à Raoul Walsh qui choisit Robert Newton. Cependant, « Walsh n'avait aucune prise sur Newton, qui voulait absolument donner dans la caricature. Il fit bien car son interprétation haute en couleur apporta au film un degré d'irréalité hors du commun[5] ».

- Le film est considéré comme un classique de films de pirates (voir Liste de films et séries de pirates). Il contient notamment une longue scène d'affrontement entre navires, dont un abordage et une bataille filmés avec plusieurs caméras, placées en différents endroits du décor, et dont le montage donne à la scène une grande nervosité.

## Analyse
Avec ce film de pirates, « les amateurs de second degré, de prise en contre-pied des codes narratifs et de relation ludique au spectacle proposé, n'auront jamais été à pareille fête ». Tout y concourt : « le jeu burlesque de Robert Newton, une manière de Wallace Beery agité de tics, orné d'une barbe constellé de faveurs rouges, jusqu'aux différentes substitutions d'un navire à un autre, en passant par l'élimination de son propre équipage par Barbe-Noire et une digne servante portée sur la bouteille. On affirmerait que Walsh campant haut sur un mont de sagesse contemple tout cela avec une joie sardonique qu'il laisse fuser lors de l'exhibition de la tête tranchée du faux Barbe-Noire et lors de la mise à mort du pirate ».

### Ouvrages généraux
- Jean-Marc Bouineau, Le petit livre du film d'aventure, Paris, Spartorange, 1995, 128 p. (ISBN 978-2-9506-1125-3).

### Monographies
- Pierre Giuliani, Raoul Walsh, Paris, Edilig, coll. « Filmo-14 », 1986, 168 p. (ISBN 2-85601-137-3 et 978-2-8560-1137-9).
- Michel Marmin, Raoul Walsh : L'Amérique perdue, Paris, Dualpha, 2003 (1re éd. 1970), 255 p. (ISBN 2-912476-91-7).